# زابل آباد
زابل آباد، روستایی است از توابع بخش مرکزی شهرستان گنبد کاووس در استان گلستان ایران.
این روستا از یک خیابان اصلی به نام خیابان شهدا و ۱۲ خیابان شهدای جنوبی و ۹ خیابان شهدای شمالی تشکیل شده‌است.
این روستا دارای ۵ مسجد (۴ مسجد شیعه و یک مسجد اهل تسنن)، یک دبستان و یک مدرسه متوسطه اول (دو شیفته) است.
ترکیب جمعیتی آن عمدتاً از قوم سیستانی تشکیل شده و اقوام بلوچ و ترک و ترکمن و … نیز در این روستا سکونت دارند.

## موقعیت روستا
این روستا از شمال به روستای تقی آباد از شرق به روستای کوچک الوم و از غرب به شهرک بهارستان منتهی می‌شود.

## امکانات روستا
با توجه به موقعیت ایده‌آل روستا و قرار گرفتن بین دو شهرک و پروژه مسکن مهر فاز دو که یک سالن ورزشی نیز در کنار این پروژه به چشم می‌خورد؛ و نیز دارای دفتر خدمات ارتباطی (پست بانک) می باشد.

## جمعیت
این روستا در دهستان فجر قرار داشته و براساس سرشماری سال ۱۳۸۵جمعیت آن ۳٬۹۴۲نفر (۸۹۴خانوار) بوده‌است.